# Peter Camejo
Pour les articles homonymes, voir Camejo.
Peter Miguel Camejo (né le 31 décembre 1939 à New York, mort le 13 septembre 2008 à Folsom, Californie) était un homme d'affaires, militant politique, écologiste, auteur, et l'un des fondateurs du mouvement pour un investissement socialement responsable. Il a été précédemment militant du Parti socialiste des travailleurs et candidat pour l'élection présidentielle américaine de 1976 où il obtient 90 986 voix.
Camejo se présente trois fois à l'élection gouvernatoriale de Californie sous les couleurs du Parti Vert dont à celle du 7 octobre 2003 en Californie visant à remplacer le gouverneur destitué Gray Davis.
Il obtient  370 855 voix en 2002, 242 247 en 2003 et 205 995 en 2006.
Il est candidat au poste de Vice-président des États-Unis lors de l'élection présidentielle américaine de 2004 en ticket avec Ralph Nader comme candidat à la présidence, ticket indépendant mais avec le soutien du Parti de la réforme. Ils obtiennent 463 635 voix soit 0,38 % des suffrages.

## Essais
- Racism, Revolution, Reaction 1861-1877: the Rise and Fall of radical Reconstruction, New York, Monad Press, 1976.
- The SRI advantage: why socially responsible investing has outperformed financially, avec Geeta Aiyer, Samuel Case, Jon F. Hale... [et al.] ; préface de Ralph Nader ; avant-propos de Robert A.G. Monks, Gabriola Island, B.C. (Canada), New Society Publishers, 2002.
- North star: a memoir, Chicago, Haymarket Books, 2010.